# Ken Duken

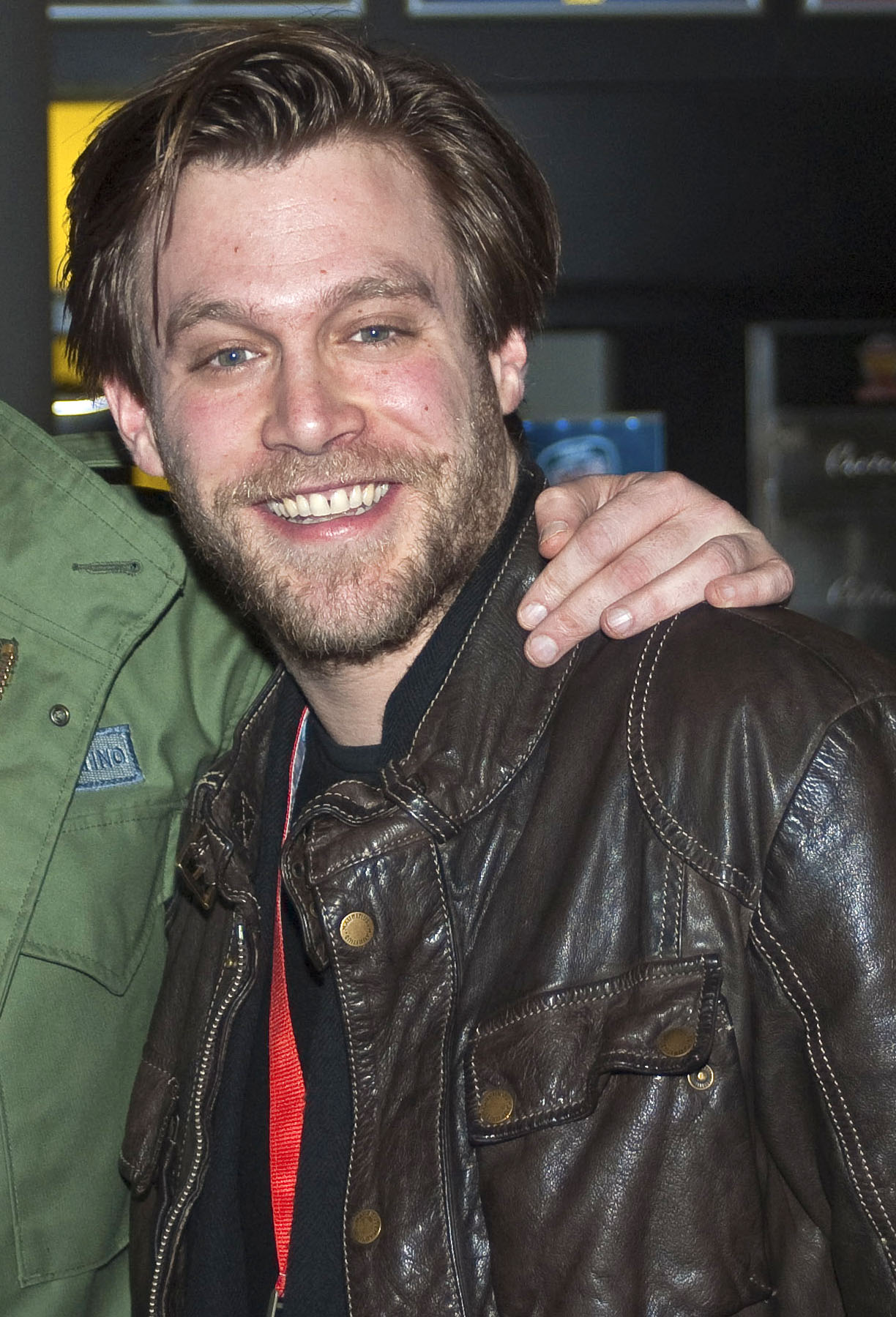
Duken na Berlin Film Festival 2009

Ken Duken (ur. 17 kwietnia 1979 w Heidelbergu) – niemiecki aktor, reżyser, producent i scenarzysta.

## Życiorys

### Wczesne lata
Urodził się w Heidelbergu jako syn aktorki teatralnej Christiny Loeb i lekarza. Jego przodkowie byli niemieckimi marynarzami. Dorastał ze starszą siostrą Annaleną (ur. 18 maja 1975).

### Kariera
Karierę aktorską rozpoczął w 1997 od występu w spektaklu Friedricha Dürrenmatta Wizyta starszej pani. Rok później trafił na mały ekran w telewizyjnym filmie kryminalnym Krwawy serio (Blutiger Ernst, 1998) i dramacie Julia (Julia – Kämpfe für deine Träume!, 1998). Jego debiutem kinowym była drugoplanowa postać Lasera w dramacie sensacyjnym Schlaraffenland (1999) u boku Franki Potente.
Za rolę Maxa w melodramacie komediowym Pocałunek i bieg (Kiss and Run, 2002) otrzymał nagrodę im. Adolfa Grimme. W telewizyjnym dramacie historycznym ZDF August pierwszy cesarz (Imperium: Augustus, 2003) z Peterem O’Toole i Benjaminem Sadlerem zagrał Marka Agrypę. Na planie dramatu Nitschewo (2003) spotkał się z Danielem Olbrychskim. Jego debiutancki film krótkometrażowy Według innego punktu widzenia (From Another Point of View, 2003) przyniósł mu nominację do nagrody na Festiwalu Max Ophüls w Saarbrücken. W telewizyjnym thrillerze Tato (Entrusted, 2003) wystąpił u boku Klausa Maria Brandauera i Thierry'ego Lhermitte.
Za postać Adriana w dreszczowcu Śmiertelna dywersja (Tödlicher Umweg, 2004) odebrał nagrodę Undine w Baden (Austria). W biograficznym dramacie Karol. Człowiek, który został papieżem (Karol, un uomo diventato Papa, 2005) z główną rolą Piotra Adamczyka i udziałem Raoula Bovy wystąpił w roli Adama Zielińskiego. Za rolę trenera Toniego w dramacie sportowym Inna liga (Eine Andere Liga, 2005) został uhonorowany nagrodą Platinum na Monte-Carlo Comedy Film Festival w Monako. Zagrał główną rolę pirata Klausa Störtebekera w telefilmie przygodowym Klaus Stoertebeker: Pirat z Północy (Störtebeker, 2006). W telewizyjnej adaptacji powieści Lwa Tołstoja Wojna i pokój (2007) u boku Alessio Boni, Benjamina Sadlera i Malcolma McDowella pojawił się jako Anatole Kuragin. W dramacie wojennym Quentina Tarantino Bękarty wojny (Inglourious Basterds, 2009) z udziałem Brada Pitta, Christopha Waltza i Tila Schweigera wystąpił jako niemiecki żołnierz.

### Życie prywatne
W 2000 ożenił się z Marisą Leonie Bach, z którą ma syna Viggo (ur. w październiku 2009).

## Nagrody i nominacje
| Rok  | Nagroda                                       | Kategoria                                            | Film                                                                  | Rola                         | Rezultat  |
| ---- | --------------------------------------------- | ---------------------------------------------------- | --------------------------------------------------------------------- | ---------------------------- | --------- |
| 2000 | New Faces Award, Niemcy                       | Nowa Twarz                                           | Schlaraffenland (1999)                                                | Laser                        | Nominacja |
| 2004 | Undine Award, Austria                         | Najlepszy Młody aktor charakterystyczny              | Śmiertelna dywersja (Tödlicher Umweg, 2004)                           | Adrian                       | Wygrana   |
| 2005 | Max Ophüls Festival                           | Najlepszy film krótkometrażowy                       | Z innego punktu widzenia (From Another Point of View, 2003)           | –                            | Nominacja |
| 2005 | Adolf Grimme Award                            | Najlepszy aktor                                      | Pocałunek i bieg (Kiss and Run, 2002)                                 | Max                          | Wygrana   |
| 2005 | Monte-Carlo Comedy Film Festival/Nagroda Jury | Najlepszy aktor                                      | Inna liga (Eine Andere Liga, 2005)                                    | Toni                         | Wygrana   |
| 2006 | Undine Awards, Austria                        | Najlepszy Młody Aktor                                | Inna liga (Eine Andere Liga, 2005)                                    | Toni                         | Nominacja |
| 2008 | Undine Awards, Austria                        | Najlepszy Młody Aktor                                | Inna liga (Eine Andere Liga, 2005)                                    | Toni                         | Wygrana   |
| 2008 | Franz Hofer Ehren Award                       | –                                                    | –                                                                     | –                            | Wygrana   |
| 2009 | Bavarian TV Award                             | Najlepszy Aktor w Filmie zrealizowanym dla telewizji | Willkommen zuhause (2008)                                             | Ben Winter                   | Wygrana   |
| 2011 | Monte-Carlo TV Festival/Złota Nimfa           | Najlepszy Występ Aktora w miniserialu                | Zatonięcie Laconii (The Sinking of the Laconia, 2010)                 | Werner Hartenstein           | Nominacja |
| 2012 | Kurier ROMY                                   | Najpopularniejszy Gwiazdor                           | –                                                                     | –                            | Nominacja |
| 2012 | Deutscher Fernsehpreis                        | Najlepszy miniserial                                 | Tonąca Lakonia (The Sinking of the Laconia, 2011)                     | Werner Hartenstein           | Nominacja |
| 2013 | International Emmy Award                      | Najlepszy film TV/miniserial                         | Dzień na cud (Das Wunder von Kärnten, TV-2011)                        | Markus Höchstmann            | Wygrana   |
| 2013 | Deutscher Fernsehpreis                        | Najlepszy miniserial                                 | Tajemnice hotelu Adlon (Das Adlon. Eine Familiensaga, serial TV-2013) | Julian Zimmermann            | Wygrana   |
| 2015 | Jupiter Award                                 | Najlepszy Aktor w Filmie zrealizowanym dla telewizji | Dr. Gressmann zeigt Gefühle (TV, 2014)                                | prawnik dr Philipp Gressmann | Wygrana   |

## Wybrana filmografia
- 1998: Krwawy serio (Blutiger Ernst, TV)
- 1998: Julia (Julia – Kämpfe für deine Träume!, TV) jako Jens Leininger
- 1999: Schlaraffenland jako Laser
- 2000: Gran Paradiso jako Mark
- 2001: 100 Pro jako Floh
- 2002: Pocałunek i bieg (Kiss and Run) jako Max
- 2002: Telefon 110 (Polizeiruf 110, serial TV) jako Arndt Weinert
- 2003: Nitschewo jako Jim
- 2003: Tato (Entrusted, TV) jako Jürgen Müller
- 2003: August pierwszy cesarz (Imperium: Augustus, TV) jako Marek Agrypa
- 2004: Śmiertelna dywersja (Tödlicher Umweg) jako Adrian
- 2005: Inna liga (Eine Andere Liga) jako Toni
- 2005: Karol. Człowiek, który został papieżem (Karol, un uomo diventato Papa, TV) jako Adam Zieliński
- 2006: Klaus Stoertebeker: Pirat z Północy (Störtebeker, TV) jako Klaus Störtebeker
- 2007: Ali Baba i czterdziestu rozbójników (Ali Baba et les 40 voleurs, TV) jako Séraphin
- 2007: Wojna i pokój (War and Peace, TV) jako Anatole Kuragin
- 2008: Max Manus jako Siegfried Fehmer
- 2008: Król Drozdobrody (König Drosselbart, TV) jako książę Richard („Drozdobrody”)
- 2009: Dystans (Distanz) jako Daniel Bauer
- 2009: Ogień! (Fire!) jako Ian
- 2009: Bękarty wojny (Inglourious Basterds) jako Niemiecki żołnierz/Mata Hari
- 2009: Miłość z przedszkola 2 (Zweiohrküken) jako Ralf Berger
- 2010: Kajínek (Akte Kajínek) jako Bukovský
- 2010: Der Kriminalist (serial TV) jako Pfarrer Johannsen
- 2010: Pius XII. (TV) jako Hauptmann von Goedel
- 2011: Miejsce zbrodni (Tatort, serial TV) jako Christian Marschall
- 2011: Carl & Bertha (TV) jako Carl Benz
- 2011: Na desce (Chalet Girl) jako Mikki
- 2012: Dwa życia (Zwei Leben) jako Sven Solbach
- 2013: Die Männer der Emden (TV) jako porucznik Karl Overbeck
- 2013: Robin Hood jako Alexander Scholl
- 2013: Tajemnice hotelu Adlon (Das Adlon. Eine Familiensaga, serial TV) jako Julian Zimmermann
- 2014: Romeo i Julia (Romeo and Juliet, serial TV) jako Merkucjo
- 2014: Coming In jako Robert
- 2014: Saga Wikingów (Northmen – A Viking Saga) jako Thorald
- 2014: Telefon 110 (Polizeiruf 110, serial TV) jako Joachim von Cadenbach
- 2014: Dr. Gressmann zeigt Gefühle (TV) jako prawnik dr Philipp Gressmann
- 2015: Frau Müller muss weg! jako Patrick Jeskow
- 2019: Traumfabrik jako Alex Hellberg
- 2019: Wiking i magiczny miecz (Vic the Viking and the Magic Sword) jako Leif (wersja niemiecka, głos)